# Steufelsberg
Steufelsberg ist ein Ortsteil im Stadtteil Stadtmitte von Bergisch Gladbach. 

## Geschichte
Der Name Steufelsberg greift einen alten Flur- und Siedlungsnamen auf, der erstmals 1595 in der Form Stöffelsberg genannt wurde. Das Gut aufm Steufelsberg umfasste um 1750 ca. fünf Morgen Grundbesitz und entwickelte sich bis 1858 zu einem kleinen Weiler, der 21 Einwohner zählte.
Aus Carl Friedrich von Wiebekings Charte des Herzogthums Berg 1789 geht hervor, dass Steufelsberg zu dieser Zeit Teil der Honschaft Gladbach im gleichnamigen Kirchspiel war.
Unter der französischen Verwaltung zwischen 1806 und 1813 wurde das Amt Porz aufgelöst und Steufelsberg wurde politisch der Mairie Gladbach im Kanton Bensberg zugeordnet. 1816 wandelten die Preußen die Mairie zur Bürgermeisterei Gladbach im Kreis Mülheim am Rhein. Mit der Rheinischen Städteordnung wurde Gladbach 1856 Stadt, die dann 1863 den Zusatz Bergisch bekam.
Der Ort ist auf der Topographischen Aufnahme der Rheinlande von 1824, auf der Preußischen Uraufnahme von 1840 und ab der Preußischen Neuaufnahme von 1892 auf Messtischblättern regelmäßig ohne Namen, ab 1938 als Steufelsberg verzeichnet. 
| Jahr | Einwohner | Wohn- gebäude | Kategorie |
| ---- | --------- | ------------- | --------- |
| 1845 | 20        | 2             | Hofstelle |
| 1871 | 16        | 3             | Hofstelle |
| 1885 | 17        | 5             | Wohnplatz |

## Etymologie
Die Bedeutung des Flurnamens bleibt weitgehend unklar. Das Bestimmungswort könnte auf die mundartliche Kurzform des Vornamens Christophorus Stoffel zurückgehen. Möglicherweise könnte Steufel etymologisch auch mit dem mittelhochdeutschen stouf zusammenhängen und dementsprechend eine Erhebung bzw. einen hochragenden Felsen bezeichnen.